# Vinaceite
Vinaceite (aragónul Binaceit) község Spanyolországban, Teruel tartományban. Vinaceite Almochuel, La Puebla de Híjar, Híjar és Belchite községekkel határos. Lakosainak száma 182 fő (2024).

## Népesség
A település népessége az utóbbi években az alábbiak szerint változott:
| Lakosok száma | 282  | 281  | 332  | 330  | 308  | 274  | 262  | 251  | 211  | 182  |
|               | 2001 | 2004 | 2007 | 2009 | 2012 | 2014 | 2017 | 2019 | 2022 | 2024 |